# Lijst van Algerijnse autosnelwegen

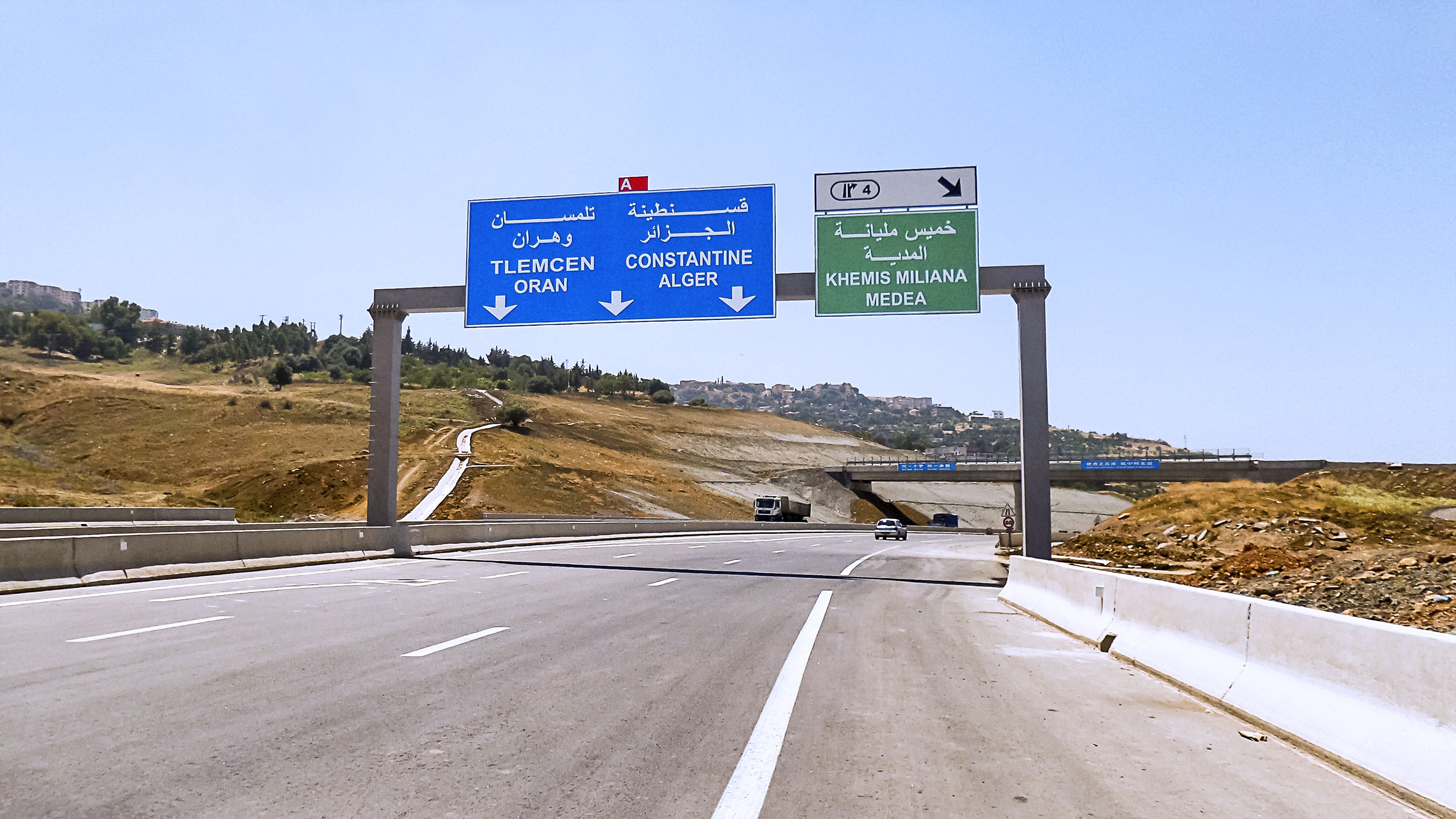
De A1

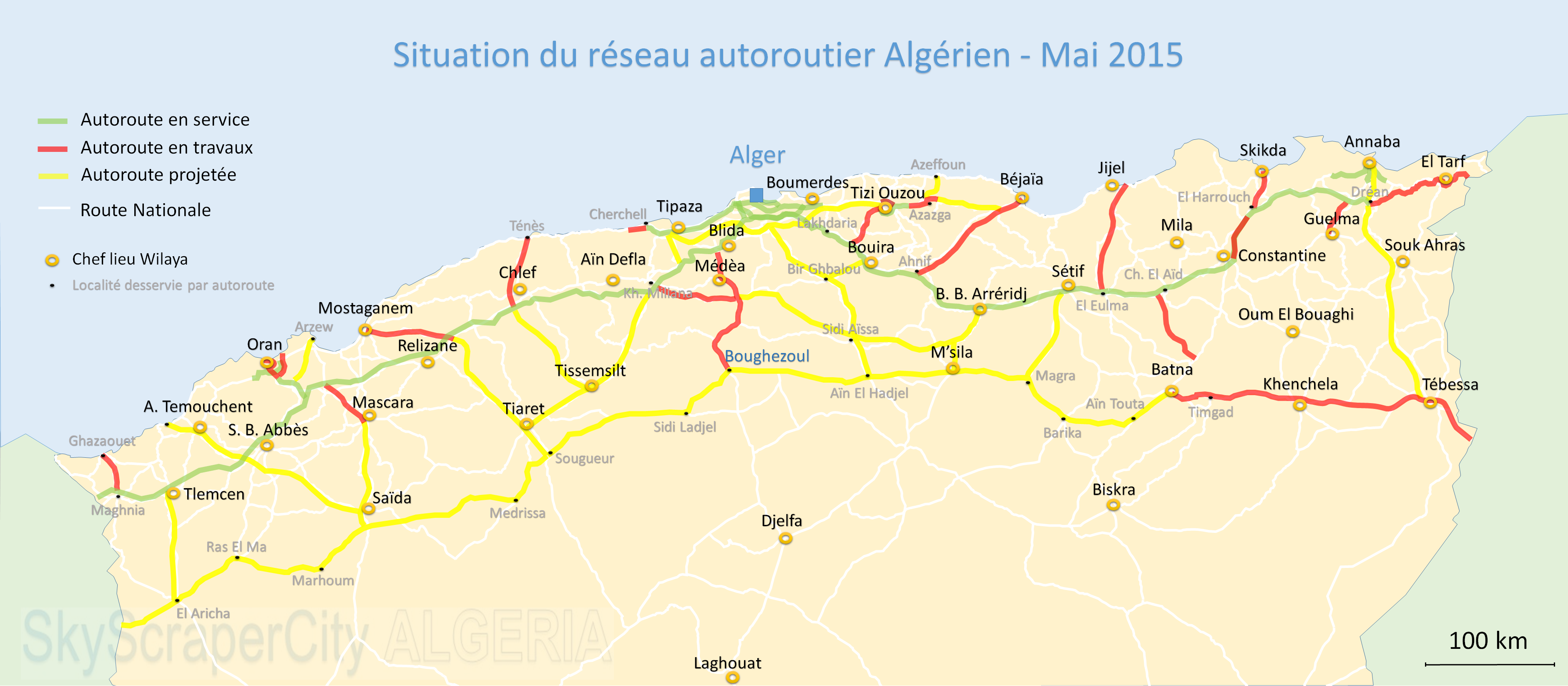
Het Algerijnse snelwegnetwerk

Hieronder volgt een lijst van autosnelwegen in Algerije.
| Schild | Nummer of naam               | Route | Lengte                         | Opmerkingen                                                                             |
| ------ | ---------------------------- | --- | ------------------------------ | --------------------------------------------------------------------------------------- |
|        | A1 Autoroute Nord-Sud        | Algiers - Boughezoul. Daarna van Boughezoul tot El Menea als expresweg en na El Menea als gewone weg tot aan de grens met Niger. | 173 km                         | Geopend in 2020                                                                         |
|        | Autoroute Est-Ouest          | Loopt in het noorden langs de kust van de grens met Marokko in het westen tot Tunesië in het oosten.                             | 1216 km                        | A3 Marokko - Algiers geopend in 2010, A2 Algiers - Tunesië geopend op 12 augustus 2023. |
|        | A20 Pénétrante de Bejaia     | Verbindt de Autoroute Est-Ouest met de kuststad Béjaïa.                                                                          | 100 km                         |                                                                                         |
|        | A60 Pénétrante de Mostaganem | Verbindt de Autoroute Est-Ouest met de kuststad Mostaganem.                                                                      | 66 km                          | Aanleg afgerond in 2021                                                                 |
|        | A62 Pénétrante d’Oran        | Verbindt de Autoroute Est-Ouest (A3) met kuststad Oran.                                                                          | 24 km                          | Geopend in 2009                                                                         |
|        | 'Pénétrante du Port d'Oran   | Verbindt de Autoroute Est-Ouest (A3) met de haven van Oran.                                                                      | 26 km                          | Geopend in 2024                                                                         |
|        | A100 Pénétrante de Zéralda   | Zuidelijke ringweg om Algiers | 20 km                          |                                                                                         |
|        | A102 Pénétrante de Boudouaou | Zuidelijke ringweg om Algiers, tussen de Autoroute Est-Ouest bij Khémis El Khechna en Boudouaou.                                 | 13 km                          |                                                                                         |
|        | Pénétrante de Batna          | Weg van Chelghoum Laïd naar Batna                                                                                                | 62 km                          |                                                                                         |
|        | Pénétrante de Mascara        | Weg van de A3 naar Mascara | 43 km                          |                                                                                         |
|        | Pénétrante El Eulma - Jijel  | Zijtak van de A2 van El Eulma naar Jijel                                                                                         | 14 km (geplande lengte 110 km) |                                                                                         |